# Айдахо Спрингс
Айдахо Спрингс (на английски: Idaho Springs) е град в окръг Клиър Крийк, щата Колорадо, САЩ. Айдахо Спрингс е с население от 1889 жители (2000) и обща площ от 2,7 km². Намира се на 2294 m надморска височина. ЗИП кодът му е 80452, а телефонният му код е 303, 720.